# Ludwig von Bürkel (Verwaltungsjurist)
Ludwig Bürkel (* 8. Mai 1841 in München; † 9. Juli 1903 ebenda), seit 1878 Ritter von Bürkel, war ein deutscher Jurist und Hofsekretär König Ludwigs II. von Bayern.

## Leben
Ludwig Bürkel wurde als zweiter Sohn des Landschafts- und Genremalers Heinrich Bürkel und seiner Frau Johanna von Hofstetten geboren. Sein Vater stammte ursprünglich aus dem pfälzischen Pirmasens und war 1822 nach München gezogen, um Maler zu werden. Zum Zeitpunkt der Geburt Ludwigs hatte er es bereits zu einigem Erfolg und einem respektablen Wohlstand gebracht. Die beiden Brüder Ludwigs verstarben beide jung. Der hochbegabte, aber kränkliche ältere Bruder Heinrich starb 1876 als Juraprofessor in Gießen, während der jüngere Bruder Karl 1870 im Deutsch-Französischen Krieg fiel. Die Schwester Johanna war mit einem bayerischen Offizier namens Edmund Rhomberg verheiratet.
1859 bis 1863 absolvierte Ludwig Bürkel ein Jurastudium in München. 1860 wurde er im Corps Franconia München recipiert. Danach arbeitete er unter anderem 1872 als Assessor in Nürnberg und 1874 als Polizeiassessor in München, bevor er 1877 zum Regierungsrat im Bayerisches Staatsministerium des Innern und Hofsekretär König Ludwigs berufen wurde. Als Hofsekretär war er zuständig für Hofverwaltungs- und Theaterangelegenheiten sowie für die Bauvorhaben des Königs. Er war insbesondere verantwortlich für die Finanzierung der immensen Kosten, die der Bau von Schlössern wie Herrenchiemsee oder Neuschwanstein verursachte.
Am 31. Dezember 1878 erhielt Bürkel vom König das Ritterkreuz des Verdienstordens der Bayerischen Krone verliehen, womit der persönliche Adelsstand verbunden war. Bürkel wirkte auch als Förderer Richard Wagners und begleitete nach dessen Tod in Venedig im Februar 1883 dessen Trauerzug nach Bayreuth als Abgesandter des bayerischen Königs von der Station Kufstein an.
Im Januar 1884 trat Bürkel von seiner Position als Hofsekretär zurück. Zwei Jahre später wurde er anlässlich der psychiatrischen Begutachtung des Königs befragt und gab an, dass der König ihn mit der Präzision seiner Gedankengänge immer wieder verblüfft habe und sich nur in Bezug auf seine Bauprojekte selbstherrlich und despotisch verhalten konnte. Im Gutachten, das den König für geisteskrank erklärte, wurden Bürkels Aussagen nicht erwähnt. Den Gutachtern, die zum Ziel hatten, den König zu entmündigen, waren sie möglicherweise zu positiv. Nach dem Tod des Königs arbeitete Bürkel nochmals bis 1893 als Hofsekretär.

## Familie
Ludwig Bürkel war verheiratet mit Maria Antonia Rosipal (1847–1905), der Tochter des Münchner Kaufmanns Carl Michael Rosipal. Sie hatten zusammen vier Kinder:
- Carl der älteste Sohn war Chirurg in Nürnberg
- Ludwig, genannt Luigi, wurde Kunsthistoriker
- Heinz war Archäologe, er fiel 1916 im Ersten Weltkrieg.
- Johanna (* 17. April 1874 in Nürnberg; † 6. Juli 1964 in Hausham), verheiratet mit Eduard Theodor von Bomhard (* 1. Juni 1868 in Bamberg; † 1. Mai 1900 in München). Deren gemeinsame Tochter, Ludwigs Enkelin Maria von Bomhard (* 4. Mai 1898 in München; † 1. November 2002 ebenda), heiratete den Bildhauer Karl Romeis.

Nach seinem Tod im Jahr 1903 im Alter von 62 Jahren wurde Ludwig von Bürkel im Grab seines Vaters auf dem Alten Südlichen Friedhof in München bestattet. Sein Nachlass befindet sich in der Bayerischen Staatsbibliothek in München.

## Grabstätte

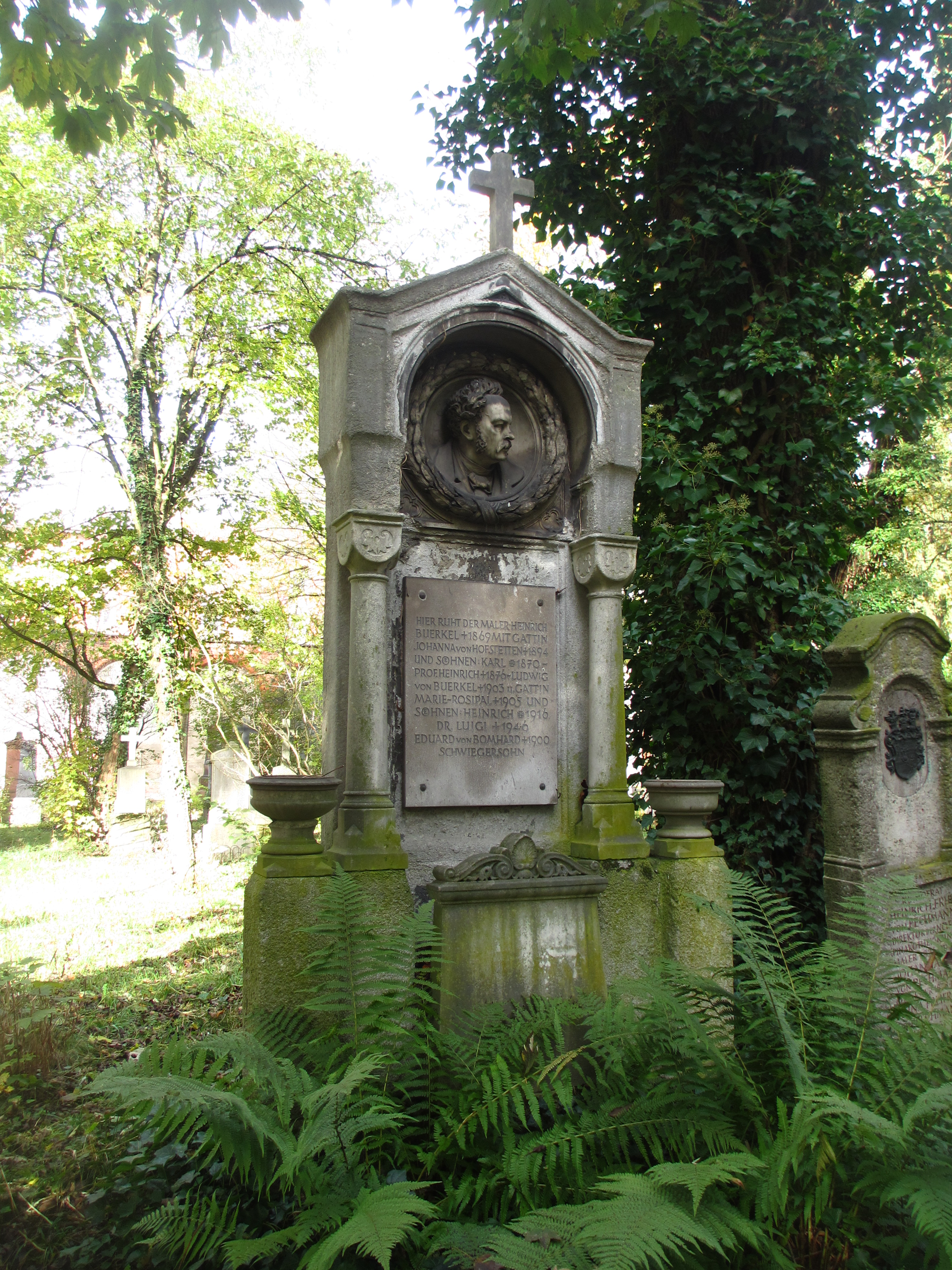
Grab von Ludwig Bürkel auf dem Alten Südlichen Friedhof in München

Die Grabstätte von Ludwig Bürkel, entworfen vom Bildhauer Anselm Sickinger befindet sich auf dem Alten Südlichen Friedhof in München, errichtet als Grab seines Vaters dem Maler Heinrich Bürkel (Gräberfeld 38 – Reihe 1 – Platz 11/12) Standort.
In dem Grab sind laut Grabinschrift weitere Familienangehörige begraben: Johanna Bürkel geb. von Hofstetten († 1894) Ludwig Bürkels Mutter, seine Ehefrau, Maria Bürkel (geb. Rosipal, † 1905) und seine Brüder Heinrich und Karl. Die Grabinschrift führt weiters auf seinen Sohn den Kunsthistoriker Ludwig von Bürkel(† 1946), genannt Luigi. Dieser starb 1946 im Krankenhaus von Benediktbeuern und wurde in Kochel beigesetzt. Die Nennung ist nur zum Andenken, da nach 1944 auf dem Alten Südlichen Friedhof keine Beerdigungen mehr stattfanden